# Данё, Марко
Марко Данё (словац. Marko Daňo; род. 30 ноября 1994, Айзенштадт) — словацкий хоккеист, нападающий ХК «Дукла». Игрок сборной Словакии.

## Биография
Воспитанник хоккейного клуба «Дукла» Тренчин. В сезоне 2010/11 дебютировал в высшей словацкой лиге, был выбран в драфте CHL 2011 года в 1 раунде под общим 60-м номером командой «Принс-Джордж Кугэрз». Следующий сезон начинал в «Дукле», в конце сезона выступал за команду второй лиги «Оранж 20». В 2012 году был выбран в драфте КХЛ 2012 в 1 раунде под общим 32-м номером братиславским «Слованом». 24 сентября 2012 года дебютировал в КХЛ в матче против «Барыса».
В 2013 году на драфте НХЛ был выбран в первом раунде командой «Коламбус Блю Джекетс». В том же году дебютировал на чемпионате мира за сборную Словакии. На клубном уровне в сезоне 2013/14 выступал в КХЛ за «Слован». В конце сезона игрок и команда расторгли контракт по обоюдному согласию. Данё стал игроком «Коламбуса», выступал за фарм-клуб команды «Спрингфилд Фэлконс» в АХЛ.
В национальной хоккейной лиге за «Колмабус» дебютировал в сезоне 2014/15. Первый матч сыграл 9 октября 2014 года против команды «Баффало Сейбрз». 11 октября того же года забросил первую шайбу в НХЛ в ворота «Нью-Йорк Рейнджерс».
30 июня 2015 года, вместе с рядом других игроков «Коламбуса», Данё был обменян в «Чикаго Блэкхокс». Выступал за команду в сезоне 2015/16. Также играл за фарм-клуб в Американской хоккейной лиге.
25 февраля 2015 года стал игроком «Виннипег Джетс».